# Имплицитна култура
Имплицитна култура је појам означава унутрашње, субјективно „језгро културе” које чине мотиви, стандарди и особине чланова културе који се традицијом преносе и које одређује видљиви начин живота. То је систем културних веровања, вредности, норми и премиса, који чини основу и одређује правилности у спољашњем, експлицитном и институционализованом начину понашања људи.